# Peenemünder Schnellbahnzüge

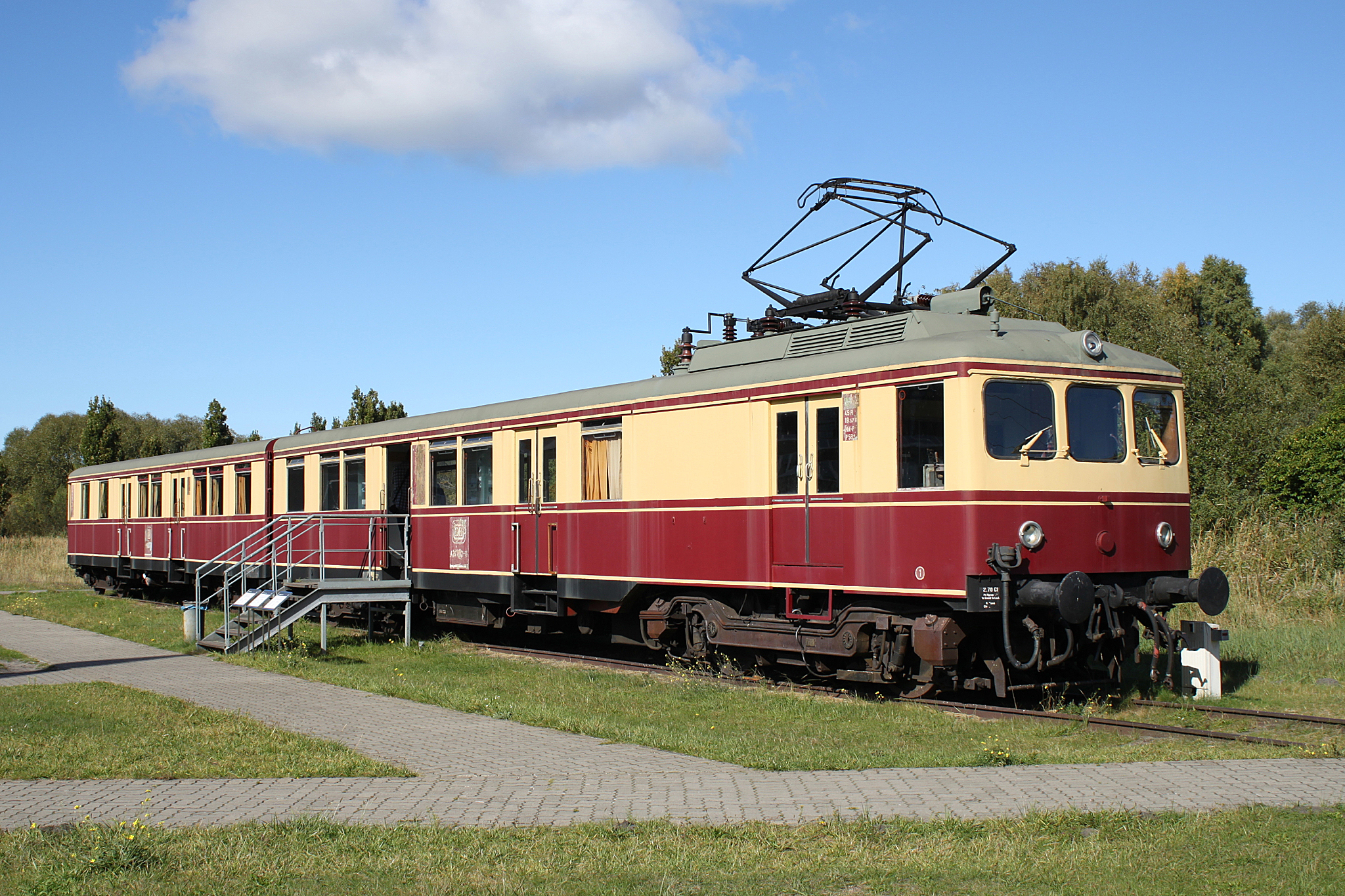
Ehemaliger Peenemünder Schnellbahnzug (Umbau zum ET 26 der Deutschen Bundesbahn) auf dem Gelände des Historisch-technischen Museums Peenemünde

Als Peenemünder Schnellbahnzüge werden elektrische Triebwagen und Steuerwagen bezeichnet, die weitgehend der Berliner S-Bahn-Baureihe ET/EB 167 entsprachen und auf der Werkbahnstrecke Zinnowitz–Peenemünde fuhren.

## Geschichte

### Ursprung
Für die elektrische Werkbahn der Heeresversuchsanstalt Peenemünde bestellte die Wehrmacht im Spätsommer 1940 zehn und im Januar 1941 weitere fünf Triebzüge, bestehend aus Trieb- und Steuerwagen. Hersteller waren die Dessauer Waggonfabrik für die Triebwagen und für die Steuerwagen die Waggon- und Maschinenfabrik AG vorm. Busch in Bautzen, der elektrische Teil stammte von den Siemens-Schuckertwerken. Diese Züge glichen im wagenbaulichen Teil weitgehend den Triebzügen Bauart 1939 der Berliner S-Bahn (Typ ET/EB 167 081 bis 211) und im elektrischen Teil den von Siemens gelieferten U-Bahnwagen für die Linien C-D-E der Subterráneos de Buenos Aires, waren also für Oberleitungsbetrieb mit 1200 V Gleichspannung ausgelegt (wie bei Werk- und Grubenbahnen üblich).
Bis Ende 1942/Anfang 1943 waren alle 15 Einheiten (Trw/Stw 01–15) im Reichsbahnausbesserungswerk Berlin-Schöneweide (RAW Schöneweide) abgenommen und zur Werkbahn-Triebwagenhalle Karlshagen gebracht worden. Die erste dokumentierte Probefahrt war am 28. Februar 1943, der elektrische Betrieb begann am 15. April, ein dichter Fahrplan – nun auch als S-Bahnverkehr bezeichnet – begann am 1. Juni 1943. Die Züge fuhren in der Regel als Halbzüge in der Zusammenstellung Trw/Stw + Stw/Trw, mitunter auch als Dreiviertelzüge. Der Fahrplan vom 1. Juni 1943 weist die Schnellbahnzüge als „S-Bahn-Triebwagenzüge“ aus (Fußnote E), weshalb man Zinnowitz–Peenemünde nach Berlin und Hamburg als die dritte S-Bahn im Deutschen Reich bezeichnen kann, wenn auch diese nicht öffentlich war und nicht in einem starren Takt verkehrte.
Neben Militärs und (zum Teil dienstverpflichteten) Angestellten benutzten möglicherweise in Peenemünde beschäftigte Kriegsgefangene die Schnellbahnzüge in separaten Abteilen.

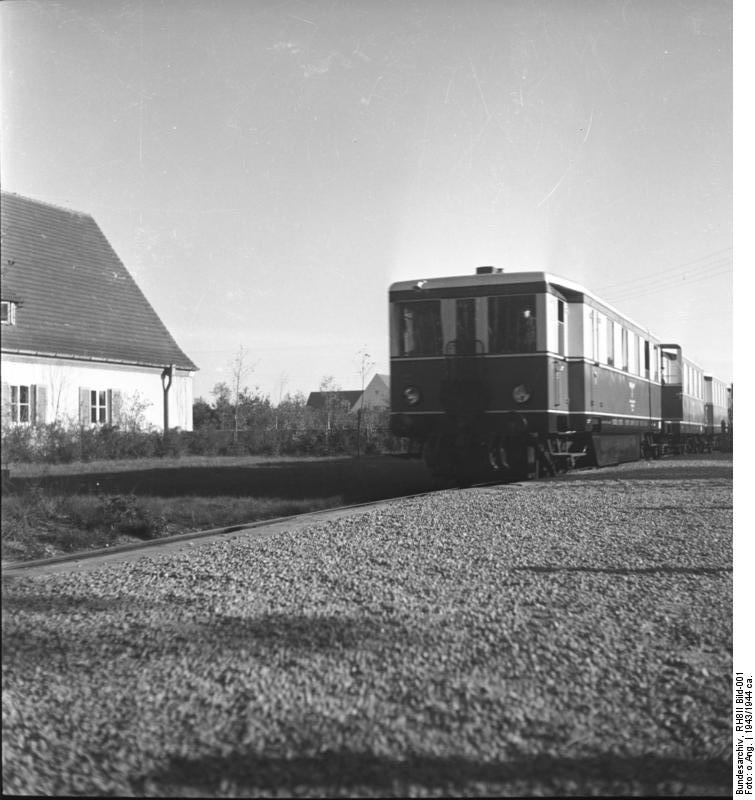
Akkumulatorentriebwagen der Peenemünder Werkbahn im Jahr 1943

Durch den schweren Bombenangriff in der Nacht vom 17. auf den 18. August 1943 („Operation Hydra“), der vor allem der Siedlung Karlshagen und dem dort wohnenden Entwicklungspersonal galt, wurden in und vor der Triebwagenhalle abgestellte Schnellbahnwagen vollständig zerstört (4 Triebwagen, 6 Steuerwagen). Leicht beschädigte Einheiten konnten im RAW Schöneweide oder bei den Waggonfabriken instand gesetzt werden, die schwer beschädigten zunächst nicht. Statt des beige/roten Anstrichs verwendete man nun graue Farbe, da diese für die Wehrmacht verfügbar und andere nicht zu beschaffen war.
Der elektrische Werkbahnbetrieb endete am 21. April 1946, als auf Befehl der sowjetischen Militäradministration der gesamte elektrische Eisenbahnbetrieb in Mitteldeutschland eingestellt werden musste. Die Anlagen wurden demontiert und abtransportiert.
Neben den elektrischen Schnellbahnwagen für Oberleitungsbetrieb waren bei der Peenemünder Werkbahn zwei Akkumulatorentriebzüge im Einsatz, die aus jeweils zwei Trieb- und drei Steuerwagen bestanden. Sie schufen ab Oktober 1940 bzw. August 1941 ein größeres Platzangebot für den Werkpersonenverkehr, der zuvor mit Klein- oder Dampflok und Personenwagen abgewickelt wurde. Diese Akkuzüge waren für DR-Strecken zugelassen und fuhren über Zinnowitz hinaus bis Ückeritz oder Wolgaster Fähre.

### Nachkriegsverbleib

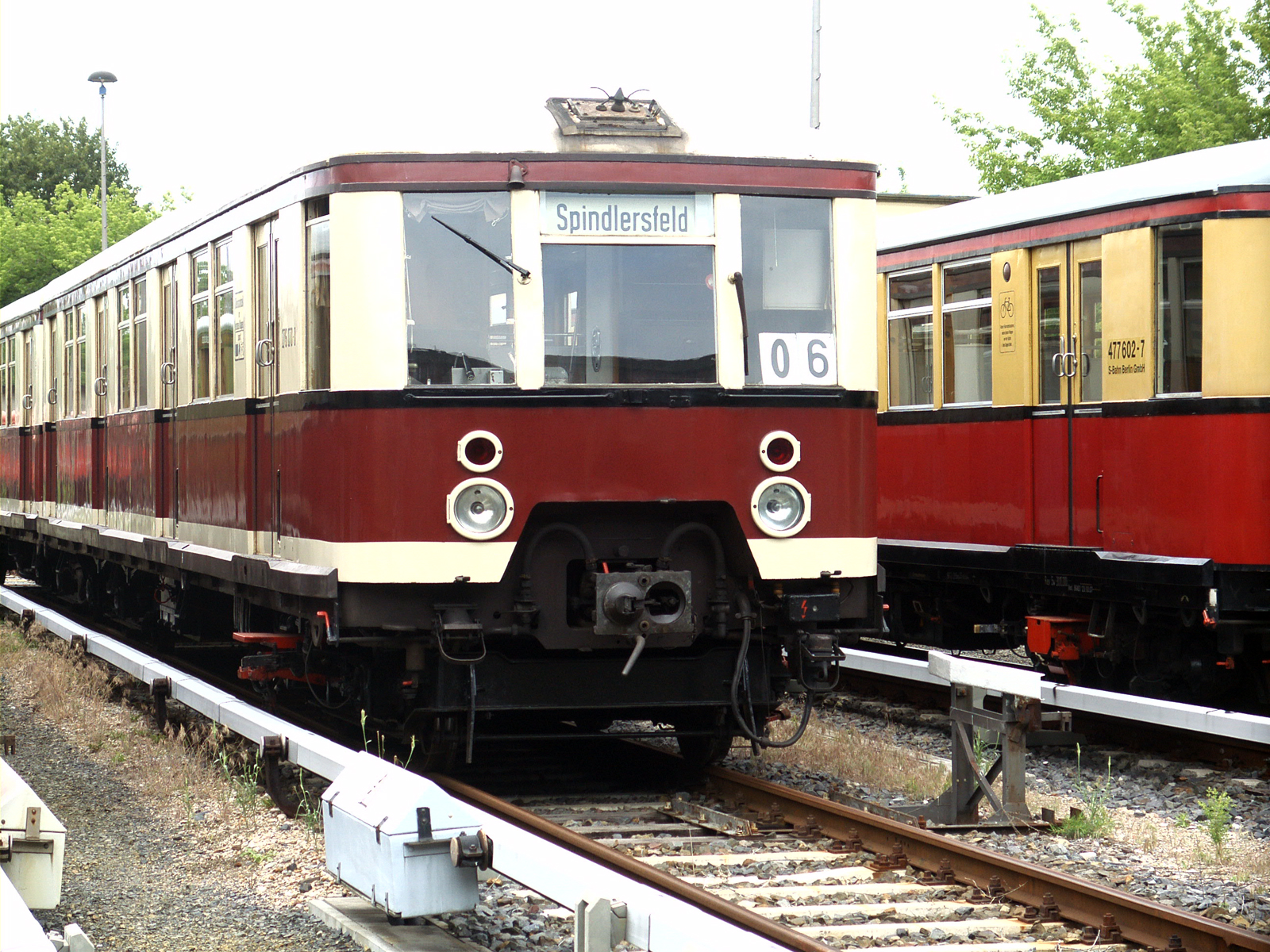
Der Großteil der verbliebenen Peenemünder Schnellbahnzüge kam nach Kriegsende über die Sowjetunion zur Berliner S-Bahn

- Eine Einheit fand man bei der RBD Nürnberg auf (Peenemünder Nummer unbekannt); sie gelangte zur Isartalbahn und wurde als ET/ES 182 01 bezeichnet (später Umbau in ET/ES 26 02, seit 2004 Exponat des Historisch-Technischen Museums Peenemünde).
- Die Einheit Trw/Stw 05, der Trw 02 sowie ein weiterer Triebwagen (Nummer unbekannt; alle Fahrzeuge schwer beschädigt) standen bei Kriegsende im RAW Berlin-Schöneweide zur Reparatur. Zunächst wurden sie als Beiwagen eingereiht (EB 167 242 und 243) und mit Berliner Triebwagen gekuppelt. Im Zuge der Modernisierung in den 1970er Jahren wurden diese zu Steuerviertelzügen umgebaut.
- Drei Einheiten transportierte man aus Thüringen sowie vermutlich vier Einheiten von Usedom in die Sowjetunion ab. Diese sieben Einheiten (Peenemünder Nummern unbekannt) gab die UdSSR 1952 an die Deutsche Reichsbahn zurück, die sie zu Berliner S-Bahnwagen umbaute und zunächst als ET/EB 167 286–292 bezeichnete. Wegen nicht beschaffbarer Kontaktaufsätze für die Scharfenbergkupplungen erhielten die Einheiten Vielfachsteckverbindungen. Damit waren sie mit den Zügen der Reihen ET/EB 165 und 166 kuppelbar, jedoch nicht mit denen der Reihe ET 167. Nach einem weiteren Umbau 1966 zeichnete sie die DR in ET/ES 166 054–060 um.

Die Steuerviertelzüge (nicht nur Ex-Peenemünder) waren zuletzt als Baureihe 477/877 601–608 bezeichnet. Sie wurden häufig auf schwach belasteten Strecken in den Abendstunden (beispielsweise Schöneweide–Spindlersfeld) oder für besondere Aufgaben eingesetzt. Dafür nicht benötigte Steuerviertel liefen in normalen Zügen mit, fallweise auch mit dem Steuerwagen an der Zugspitze. Unterscheidbar waren die Trieb- und Steuerwagen nach der Modernisierung abgesehen vom Fahrgeräusch und den Wagennummern durch zwei Schränke in den Wagenecken der Steuerwagen am Kurzkupplungsende.
Die ehemaligen Peenemünder Wagen 276 069/070 und 877 602 (ex Trw 05) werden als Museumsfahrzeuge vom Verein Historische S-Bahn e. V. aufbewahrt.
Der ehemalige Peenemünder Steuerwagen 877 601 (ex Stw 05) befand sich bis 23. Dezember 2012 mit dem Berliner Triebwagen 477 601 (ex ET 167 158) in Buckow beim Eisenbahnverein Märkische Schweiz e. V., danach wurde er über Stuttgart nach Horb am Neckar überführt. Ab April 2013 soll er dort als Bestandteil der Sammlung der Freunde zur Erhaltung historischer Schienenfahrzeuge e. V. (FzS) in der SVG Eisenbahn-Erlebniswelt im letzten Einsatzzustand (bis November 2003) gezeigt werden.